# غوميزة
الغُومِيزَة (الاسم العلمي: Gomesa) هي جنس من النباتات تتبع الفصيلة السحلبية من رتبة الهليونيات. وضع الاسم العلمي تكريماً للطبيب وعالم النبات البرتغالي برناردينو أنطونيو غوميز. وصف هذا الجنس روبرت براون (R.Br.) في عام 1815. يضم هذا الجنس 124 نوعاً مؤكداً من النبات. النوع النموذجي هو الغُومِيزَة المُقَوَّسَة. المواطن الاصلية للنبات في أمريكا الجنوبية.

## أنواع الغوميزة
- غوميزة مقوسة
- غوميزة إسفينية
- غوميزة بابستية
- غوميزة باركيرية
- غوميزة جبلية
- غوميزة سيلوية
- غوميزة صدرية
- غوميزة طويلة الساق
- غوميزة فيشرية
- غوميزة متجذرة
- غوميزة هوكرية
- غوميزة وليامسية
- غوميزة أحادية الزهرة
- غوميزة ألبية
- غوميزة برازيلية
- غوميزة ثنائية الأوراق
- غوميزة ثنائية اللون
- غوميزة رخوة الأزهار
- غوميزة شوكية
- غوميزة صخرية
- غوميزة غردنرية
- غوميزة غلازيوفية
- غوميزة قرنية
- غوميزة قشدية اللون
- غوميزة لاطئة
- غوميزة متساوية الألوان
- غوميزة متعرجة
- غوميزة مسطحة الأوراق
- غوميزة ملونة
- غوميزة مميزة
- غوميزة مهدبة
- غوميزة ورقية